# Khmelnytskyj
Khmelnytskyj (ukrainsk: Хмельницкий, tr. Khmelnytskyj; russisk: Хмельницкий, tr. Khmelnitskij; indtil 1954 hed byen Proskurov, ukrainsk: Проскурів, polsk: Płoskirów, russisk: Проску́ров) er en by i det vestlige Ukraine i den historiske region Podolien. Byen ligger ved floden Sydlige Buh, og er det administrative center i Khmelnytskyj oblast. Khmelnytskyj har 274.452 (2022) indbyggere.

## Historie
Den ældste omtale af byen kommer fra 1431. Byen var da en del af Kongeriget Polen. Administrativt hørte det til voivodskabet podolskie (dansk: Podolien). I 1566 modtog Płoskirów (nu Khmelnytskyj) byrettigheder. Płoskirów var tidligere en kongelige by af den polske krone. Byen blev beslaglagt af Rusland i Polens 2. deling i 1793.
Under den russiske revolution, mens Proskurov kontroleredes af Den ukrainske folkerepublik gennemførtes en række pogromer mod jøderne i byen, hvor i alt 390 mænd, 309 kvinder og 76 børn blev myrdet, og 500 blev såret. I 1920 var byen under polsk administration, hvorefter den blev besat af bolsjevikkerne og sluttede sig til Sovjetunionen. Under forfølgelsen af polakker, i 1936 ødelagte bolsjevikkerne den polske katolske Skt. Anna Kirke. Under 2. verdenskrig, fra 1941 til 1944, blev byen besat af Nazi-Tyskland. Siden 1991 hører byen til Ukraine.
Khmelnytskyj er opkaldt efter Bohdan Khmelnytskyj, der ledte et oprør mod Polen-Litauen 1648–1654.

## Galleri
- Tidligere postkontor
- Vandtårn
- Biograf
- Teater